# Frogham (Kent)
Frogham – wieś w Anglii, w hrabstwie Kent, w dystrykcie Dover. Leży 13 km na południowy wschód od miasta Canterbury i 100 km na wschód od centrum Londynu.